# Yrjö Kivivirta
Yrjö Kivivirta (ur. 2 sierpnia 1906, zm. b.d.) – fiński skoczek narciarski. 
Wystartował w mistrzostwach świata w 1926, które odbywały się w Lahti. Zajął piąte miejsce po skokach na odległość 32 i 33,5 metra. Był najwyżej sklasyfikowanym skoczkiem narciarskim z Finlandii. 
Startował także w igrzyskach narciarskich w Lahti. W konkursie przeprowadzonym w 1927 zajął trzecie miejsce. Dwa lata później był siódmy, a w 1934 dopiero trzydziesty pierwszy. Poza tym w 1931 został mistrzem Finlandii w skokach.